# Ida Lien
Pour les articles homonymes, voir Lien.
Ida Lien, née le 5 avril 1997 à Drammen, est une biathlète norvégienne.

## Biographie
Elle représente le club de Simostranda Idrettslag. À l'âge de 16 ans, elle quitta sa ville natale de Drammen et intégra l'école NTG de Geilo, avec d'autres futures stars norvégiennes du biathlon comme Johannes Dale ou encore Karoline Erdal .
Comme beaucoup de ses coéquipières, elle réside à Lillehammer. 

### Saison 2018/2019
Elle fait ses débuts internationaux lors des Championnats d'Europe 2019 à Minsk. Elle rentre dans le top 10 sur le sprint, avec une 9e place à la faveur d'un 10/10 sur le pas de tir. et lors de la poursuite avec une 7e position. Ces résultats encourageants lui permet de courir sur le circuit de l'IBU Cup sur la fin de la saison. Trop imprécise sur le tir debout, elle ne rentrera dans le top 10 que sur le sprint d'Otepää.

### Saison 2019/2020
Elle rentre définitivement dans le groupe B sur ce début de saison et termine 6e du sprint de Sjusjoen et d'Obertilliach. Elle monte sur son premier podium lors du relais mixte de Brezno avec une troisième place en compagnie de Sindre Pettersen, Håvard Bogetveit et d'Emilie Kalkenberg. Elle remporte sa première course individuelle sur ce circuit en février 2020 sur la mass-start 60 de Martell en se détachant de Franziska Hildebrand et de Yuliia Zhuravok lors du dernier tour. Lors des championnats d'Europe de biathlon 2020 à Minsk, elle remporte la médaille d'argent au sprint, entre la Suédoise Elisabeth Högberg et la Biélorusse Iryna Kryuko. Elle remporte également, lors de ces même championnats d'Europe, la médaille de bronze du relais mixte avec Aasne Skrede, Sivert Bakken et Aleksander Andersen.
Ces bons résultats lui permettent de disputer les deux dernières étapes de la Coupe du monde. Le 6 mars 2020, elle termine 68e du sprint. Le lendemain, elle participe au relais, Synnøve Solemdal et Marte Olsbu Røiseland étant malades. Placée seconde relayeuse, elle remporte la victoire avec Karoline Offigstad Knotten, Ingrid Landmark Tandrevold et Tiril Eckhoff.

### Saison 2020/2021
Dès le début de la saison 2020-2021, elle marque ses premiers points en Coupe du monde en se classant trentième de l'individuel à Kontiolahti. Elle termine ensuite douzième du sprint d'Hochfilzen. En février 2021 elle prend part à ses premiers championnats du monde à Pokljuka. Elle manque notamment le coche sur l'individuel où deux minutes de pénalité au tir à la dernière salve lui enlèvent ses chances de médaille (elle termine finalement onzième). Elle remporte cependant sa première médaille d'or mondiale en participant au sacre du relais féminin norvégien. Lors de l'étape finale de la saison à Östersund, Ida Lien réalise sa meilleure performance individuelle en terminant 9e du sprint mais, légèrement malade, elle ne prend pas le départ de la poursuite.

### Saison 2021/2022
Lors de la saison 2021-2022, elle assiste pour la première fois à la cérémonie des fleurs à Hochfilzen en décembre 2021 avec une 4e place sur le sprint puis, une nouvelle fois malade, elle renonce à la poursuite.
À Antholz, elle permet à l'équipe norvégienne de remporter son premier relais féminin de la saison 2021-2022. Après les performances mitigées des deux premières relayeuses Karoline Knotten et Tiril Eckhoff, le relais norvégien pointe en effet à la 11e place à mi-course à 1 minute 19 de la tête. En 3e relayeuse, Ida Lien parvient alors à combler la totalité de ce retard et transmet dans les meilleures conditions le relais en tête à Ingrid Tandrevold.
Aux Jeux olympiques de Pékin, l'encadrement norvégien lui préfère Émilie Kalkenberg pour disputer l'individuel. Ida Lien doit donc attendre l'épreuve suivante, le sprint, pour participer à sa première course olympique. Plombée par quatre fautes au tir, elle se classe 38e et hypothèque ses chances pour la poursuite, au cours de laquelle elle fait à nouveau quatre fautes et termine cette fois 33e. Alignée en troisième position dans le relais féminin norvégien, elle effectue un parcours remarquable, réalisant le meilleur temps du troisième relais. Mais cette performance est insuffisante pour compenser le retard accumulé sur les équipes jouant le podium, notamment à cause des deux tours de pénalités de Tiril Eckhoff sur le tir debout précédent. Ida Lien et se coéquipières doivent finalement se contenter de la 4e place à l'arrivée. N'étant pas qualifiée pour la mass-start, elle repart de ses premiers Jeux sans médaille.
Juste après les Jeux, à la faveur d'une course collective quasi parfaite de son équipe (quatre pioches au total, une seule pour elle), elle remporte aisément le dernier relais féminin de la saison à Kontiolahti, en compagnie de Marte Olsbu Røiseland, de Tiril Eckhoff et d'Ingrid Tandrevold, permettant à son équipe de s'emparer du petit globe de la spécialité. Elle est ensuite en difficulté sur le reste de saison à cause de fautes trop nombreuses au tir (deux ou trois sur les sprints et entre cinq et neuf sur les épreuves en ligne à quatre tir), ne parvenant notamment même pas à marquer le moindre point lors de la dernière étape à Oslo. Elle termine la saison à la 36e place du classement général.

### Saison 2022/2023
Lors du début de saison 2022/2023, malgré de récurrentes douleurs au dos, Ida Lien signe trois top 15, sur le sprint et la poursuite de Kontiolahti et sur le sprint du Grand-Bornand. Cependant, un problème d'équipement la fait terminer en dehors des points sur la poursuite, ce qui l'empêche de participer à la première mass-start de la saison. À la trêve de Noël, elle pointe à la 29e place du classement général. Le début d'année 2023 est difficile pour elle, notamment marqué par quelques mésaventures qui lui font perdre toute chance de bien figurer (malade lors de la poursuite à Pokljuka, lourde chute en début de course lors du sprint à Antholz).
Elle se présente en forme sur les skis aux championnats du monde 2023 à Oberhof mais est défaillante sur le pas de tir, ce qui 'empêche d'obtenir un meilleur résultat que la 17e place sur l'individuel. Alors qu'elle n'est pas sélectionnée pour participer au relais, elle remplace Raghnild Femsteinevik, forfait au dernier moment, au poste de troisième relayeuse. Elle prend le relais en 7e position mais ne parvient pas à se rapprocher de la tête de la course (la Norvège terminera l'épreuve à la 6e place).
Souffrante de maux de ventre, elle fait l'impasse sur l'étape de Nové Město et fait son retour en coupe du monde à Östersund. Placée en deuxième position sur le relais, elle réalise une très bonne prestation, tant sur les skis qu'au tir (une seule balle de pioche), et maintient son équipe dans le groupe de tête. La Norvège remporte finalement ce dernier relais de la saison, Ida Lien obtenant ainsi la cinquième victoire de sa carrière dans cet exercice.
Elle termine finalement cet exercice 2022-2023 à la 40e place du classement général.
Lors des championnats de Norvège à Alta, une faute sur le tir debout l'empêche d'obtenir le titre sur le sprint, elle termine finalement 4e à 20 secondes de Maren Kirkeeide et 7e sur la mass-start. Placée en seconde relayeuse, elle lance en pole position Tuva Aas Straete et remporte le relais féminin pour l'équipe de Buskerud, accompagnée également par Frida Dokken.

### Saison 2023/2024
Sa préparation a l'intersaison est perturbée par des douleurs au dos et le Covid-19. Elle débute alors la saison 2023-2024 sur le circuit national et remporte un sprint à Dombas. Les maladies de Marthe Johanssen et de Maren Kirkeeide libèrent des places dans l'équipe nationale norvégienne à la mi-décembre ce qui lui permet de monter en IBU Cup, le second échelon international. Elle y dispute à Sjusjøen le sprint (16e place) puis signe deux podiums en terminant successivement 2e de la poursuite, derrière la jeune Française Anaëlle Bondoux, et 3e de la mass-start 60. Deux podiums individuels sur le sprint et la mass start 60 de Ridnaun ainsi qu'une performance remarquable amenant à la victoire norvégienne sur le relais mixte lui permettent de retrouver enfin la coupe du monde à Antholz à la mi-janvier. Elle signe un top 10 dès son premier départ de la saison en se classant 9e de l'individuel court, égalant ainsi son deuxième meilleur résultat dans l'élite. Alignée sur les championnats d'Europe de Brezno, elle termine au pied du podium de l'individuel avant de remporter l'or sur le sprint à la faveur d'un sans faute derrière la carabine et du meilleur temps de ski de la course. Après une nouvelle médaille d'or sur le relais mixte en compagnie d'Isak Frey, Johan-Olav Botn et Maren Kirkeeide, elle décroche la cinquième et dernière place pour participer aux championnats du monde de Nové Město. Dans la lignée de ce qu'elle a montré depuis son arrivée dans l'élite, ses erreurs sur les tirs en position debout font que les championnats du monde tournent à la désillusion. Alors qu'elle joue le podium sur le sprint et le top 10 sur la poursuite au moment d'aborder l'ultime séance de tir, elle commet respectivement 3 et 4 fautes qui la font largement rétrograder (elle termine 22e et 30e). L'individuel tourne au cauchemar avec huit minutes de pénalité dont la moitié sur le dernier tir debout : 77e à l'arrivée, elle est hors des points et manque la qualification pour la mass-start. Sur le relais féminin, elle prend le flambeau en deuxième position mais va visiter deux fois l'anneau de pénalité après une nouvelle défaillance au tir debout pour finalement lancer Ingrid Tandrevold avec un retard important, en 8e position (la Norvège terminera finalement 10e avec 5 tours de pénalité).
Lors de l'individuel d'Holmenkollen, elle ne commet qu'une seule erreur sur le pas de tir, ce qui lui permet de se classer 3e derrière sa coéquipière Ingrid Tandrevold et la suédoise Elvira Öberg et de monter sur son premier podium individuel en coupe du monde. À la suite de cet excellent résultat, elle dispute son premier relais mixte de coupe du monde deux jours plus tard. Placée en deuxième relayeuse, elle perd un peu de temps en raison de trois pioches au tir debout. Les insuffisances au tir de ses partenaires ne permettent pas à la Norvège de faire mieux que troisième, derrière la France et la Suède.

### Saison 2024/2025
Malgré une nette amélioration pendant la période estivale au niveau des douleurs dorsales qui la gènent, elle arrive, comme les autres membres de l'équipe élite, dans une méforme relative aux courses de sélections de Sjusjøen à la mi-novembre. Loin de ses performances habituelles sur les skis et trop imprécise face aux cibles, elle termine 38e du sprint et 14e de la mass start, et voit Maren Kirkeeide, Emilie Kalkenberg ou encore Gro Randby lui être préféré pour débuter la saison en coupe du monde. Elle parvient pourtant quinze jours plus tard à réaliser un doublé victorieux sprint-poursuite prometteur en IBU Cup dès la première étape à Idre Fjäll. Pressentie pour remonter en Coupe du monde, elle est cependant de nouveau en proie à des problèmes de dos et doit renoncer à l'étape d'Hochfilzen. Elle retrouve finalement la Coupe du monde une semaine plus tard, au Grand-Bornand où elle dispute les trois épreuves au programme et réalise deux top 16.
Elle est sélectionnée pour les championnats du monde en février 2025 à Lenzerheide avec un statut de remplaçante. Elle a cependant l'occasion de disputer l'individuel, épreuve qu'elle termine à la 35e place avec quatre minutes de pénalité.
Elle se montre à son avantage au mois de mars grâce à une forme retrouvée sur les skis. Lors de la dernière étape de la Coupe du monde à Oslo, elle termine à deux reprises au pied du podium (4e du sprint et de la poursuite). Sur le sprint, elle signe son seul sans faute au tir de la saison 2024-2025 en Coupe du monde. Ses bons résultats de la fin de l'hiver, à Pokljuka et Oslo, lui permettent de grimper à la 24e place du classement général et d'obtenir ainsi le meilleur classement final de carrière. Malade, elle déclare forfait pour les championnats nationaux.

## Caractéristiques de ses performances sportives
Ida Lien a un style de course se caractérisant par une vitesse à ski élevée, un tir couché solide mais une vitesse d'exécution assez lente derrière la carabine et de nombreuses erreurs sur le tir debout. Ces statistiques concernent uniquement les courses de coupe du monde et de championnat du monde.

### Ski de fond
| Saison    | Écart moyen sur la meilleure skieuse | Moyenne du classement de chaque temps de ski | Écart par rapport à la médiane (en %) | Écart par rapport à la médiane du top 30 (en %) | Classement à l'écart par rapport à la médiane du top 30 |
| --------- | ------------------------------------ | -------------------------------------------- | ------------------------------------- | ----------------------------------------------- | ------------------------------------------------------- |
| 2019-2020 | +1:17.5                              | 44                                           | -0.49                                 | +2.70                                           | 52e                                                     |
| 2020-2021 | +52.8                                | 21.4                                         | -2.19                                 | +0.66                                           | 23e                                                     |
| 2021-2022 | +1:02.6                              | 17.1                                         | -2.43                                 | +0.38                                           | 19e                                                     |
| 2022-2023 | +57.8                                | 15.6                                         | -3.32                                 | +0.07                                           | 15e                                                     |
| 2023-2024 | +57.3                                | 8.8                                          | -4.06                                 | -1.53                                           | 7e                                                      |
| 2024-2025 | +35.2                                | 7.5                                          | -3.95                                 | -1.65                                           | 5e                                                      |

### Tir
| Saison    | Précision au tir couché | Précision au tir debout | Précision de tir | Temps de tir moyen |
| --------- | ----------------------- | ----------------------- | ---------------- | ------------------ |
| 2019-2020 | 70%                     | 60%                     | 65%              | 41.7s              |
| 2020-2021 | 91%                     | 70%                     | 81%              | 31.8s              |
| 2021-2022 | 83%                     | 64%                     | 73%              | 33.5s              |
| 2022-2023 | 85%                     | 70%                     | 77%              | 33.8s              |
| 2023-2024 | 88%                     | 64%                     | 76%              | 32.5s              |
| 2024-2025 | 94%                     | 67%                     | 81%              | 34.6s              |

## Palmarès

### Jeux olympiques
| Édition / Épreuve | Individuel | Sprint | Poursuite | Mass start | Relais | Relais mixte |
| ----------------- | ---------- | ------ | --------- | ---------- | ------ | ------------ |
| Pékin 2022        | —          | 38e    | 33e       | —          | 4e     | —            |

Légende :
- — : non disputée par Lien

### Championnats du monde
| Édition / Épreuve | Individuel | Sprint | Poursuite | Mass start | Relais               | Relais mixte | Relais mixte simple |
| ----------------- | ---------- | ------ | --------- | ---------- | -------------------- | ------------ | ------------------- |
| Pokljuka 2021     | 11e        | 17e    | 17e       | 24e        | Médaille d'or, monde | —            | —                   |
| Oberhof 2023      | 17e        | 42e    | 36e       | —          | 6e                   | —            | —                   |
| Nove Mesto 2024   | 77e        | 22e    | 30e       | —          | 10e                  | —            | —                   |
| Lenzerheide 2025  | 35e        | —      | —         | —          | —                    | —            | —                   |

Légende :
- — : non disputée par Lien

### Coupe du monde
- Meilleur classement général : 24e en 2025.
- Meilleur résultat individuel : 3e de l'individuel d'Holmenkollen en 2024.
- 10 podiums :
  - 1 podium individuel : 1 troisième place.
  - 7 podiums en relais : 6 victoires et 1 troisième place.
  - 2 podiums en relais mixte : 2 troisièmes places.

Mise à jour le 23 mars 2025.

#### Classements annuels
| Saison    | Individuel | Individuel | Individuel | Sprint  | Sprint | Sprint   | Poursuite | Poursuite | Poursuite | Mass start | Mass start | Mass start | Général | Général | Général  |
| Saison    | Courses    | Points     | Position   | Courses | Points | Position | Courses   | Points    | Position  | Courses    | Points     | Position   | Courses | Points  | Position |
| --------- | ---------- | ---------- | ---------- | ------- | ------ | -------- | --------- | --------- | --------- | ---------- | ---------- | ---------- | ------- | ------- | -------- |
| 2019-2020 | 0 / 3      |            |            | 2 / 8   | -      | n.c.     | 0 / 8     |           |           | 0 / 5      |            |            | 2 / 21  | -       | n.c.     |
| 2020-2021 | 3 / 3      | 41         | 26e        | 10 / 10 | 134    | 22e      | 5 / 8     | 87        | 30e       | 1 / 5      | 14         | 45e        | 19 / 26 | 276     | 29e      |
| 2021-2022 | 2 / 2      | -          | n.c.       | 8 / 9   | 144    | 21e      | 5 / 7     | 29        | 49e       | 2 / 4      | 14         | 45e        | 17 / 22 | 187     | 36e      |
| 2022-2023 | 3 / 3      | -          | n.c.       | 7 / 7   | 80     | 30e      | 3 / 6     | 37        | 43e       | 0 / 4      |            |            | 13 / 20 | 117     | 40e      |
| 2023-2024 | 2 / 3      | 92         | 9e         | 2 / 7   | 11     | 69e      | 2 / 7     | 34        | 45e       | 2 / 4      | 30         | 32e        | 8 / 21  | 167     | 36e      |
| 2024-2025 | 2 / 3      | 30         | 35e        | 5 / 7   | 107    | 25e      | 5 / 6     | 94        | 27e       | 3 / 5      | 79         | 23e        | 15 / 21 | 310     | 24e      |

#### Résultats détaillés en Coupe du monde
| Résultats détaillés en Coupe du monde | Résultats détaillés en Coupe du monde | Résultats détaillés en Coupe du monde | Résultats détaillés en Coupe du monde | Résultats détaillés en Coupe du monde | Résultats détaillés en Coupe du monde | Résultats détaillés en Coupe du monde | Résultats détaillés en Coupe du monde | Résultats détaillés en Coupe du monde | Résultats détaillés en Coupe du monde | Résultats détaillés en Coupe du monde | Résultats détaillés en Coupe du monde | Résultats détaillés en Coupe du monde | Résultats détaillés en Coupe du monde | Résultats détaillés en Coupe du monde | Résultats détaillés en Coupe du monde | Résultats détaillés en Coupe du monde | Résultats détaillés en Coupe du monde | Résultats détaillés en Coupe du monde | Résultats détaillés en Coupe du monde | Résultats détaillés en Coupe du monde | Résultats détaillés en Coupe du monde | Résultats détaillés en Coupe du monde | Résultats détaillés en Coupe du monde | Résultats détaillés en Coupe du monde | Résultats détaillés en Coupe du monde | Résultats détaillés en Coupe du monde | Résultats détaillés en Coupe du monde | Résultats détaillés en Coupe du monde | Résultats détaillés en Coupe du monde |
| Saison                                | 1                                     | 2                                     | 3                                     | 4                                     | 5                                     | 6                                     | 7                                     | 8                                     | 9                                     | 10                                    | 11                                    | 12                                    | 13                                    | 14                                    | 15                                    | 16                                    | 17                                    | 18                                    | 19                                    | 20                                    | 21                                    | 22                                    | 23                                    | 24                                    | 25                                    | 26                                    | Courses                               | Points                                | Classement                            |
| ------------------------------------- | ------------------------------------- | ------------------------------------- | ------------------------------------- | ------------------------------------- | ------------------------------------- | ------------------------------------- | ------------------------------------- | ------------------------------------- | ------------------------------------- | ------------------------------------- | ------------------------------------- | ------------------------------------- | ------------------------------------- | ------------------------------------- | ------------------------------------- | ------------------------------------- | ------------------------------------- | ------------------------------------- | ------------------------------------- | ------------------------------------- | ------------------------------------- | ------------------------------------- | ------------------------------------- | ------------------------------------- | ------------------------------------- | ------------------------------------- | ------------------------------------- | ------------------------------------- | ------------------------------------- |
| 2019-2020                             |                                       |                                       |                                       |                                       |                                       |                                       |                                       |                                       |                                       |                                       |                                       |                                       |                                       | .                                     | .                                     | .                                     | .                                     |                                       |                                       |                                       |                                       |                                       |                                       |                                       |                                       |                                       | 2 / 21                                | -                                     | n.c.                                  |
| 2019-2020                             | SP                                    | IN                                    | SP                                    | PU                                    | SP                                    | PU                                    | MS                                    | SP                                    | MS                                    | SP                                    | PU                                    | IN                                    | MS                                    | SP                                    | PU                                    | IN                                    | MS                                    | SP 68e                                | MS                                    | SP 72e                                | PU                                    | SP Ann.                               | PU Ann.                               | MS Ann.                               |                                       |                                       | 2 / 21                                | -                                     | n.c.                                  |
| 2020-2021                             |                                       |                                       |                                       |                                       |                                       |                                       |                                       |                                       |                                       |                                       |                                       |                                       |                                       |                                       |                                       | .                                     | .                                     | .                                     | .                                     |                                       |                                       |                                       |                                       |                                       |                                       |                                       | 19 / 26                               | 276                                   | 29e                                   |
| 2020-2021                             | IN 30e                                | SP 63e                                | SP 73e                                | PU                                    | SP 12e                                | PU 34e                                | SP 68e                                | PU                                    | MS                                    | SP 27e                                | PU 30e                                | SP 32e                                | MS                                    | IN 63e                                | MS                                    | SP 17e                                | PU 17e                                | IN 11e                                | MS 24e                                | SP 56e                                | PU 25e                                | SP 15e                                | PU 12e                                | SP 9e                                 | PU N.P.                               | MS                                    | 19 / 26                               | 276                                   | 29e                                   |
| 2021-2022                             |                                       |                                       |                                       |                                       |                                       |                                       |                                       |                                       |                                       |                                       |                                       |                                       |                                       |                                       |                                       | .                                     | .                                     | .                                     | .                                     |                                       |                                       |                                       |                                       |                                       |                                       |                                       | 17 / 22                               | 187                                   | 36e                                   |
| 2021-2022                             | IN 77e                                | SP 10e                                | SP 28e                                | PU 53e                                | SP 4e                                 | PU N.P.                               | SP 34e                                | PU 43e                                | MS                                    | SP 32e                                | PU 19e                                | SP                                    | PU                                    | IN 58e                                | MS 25e                                | IN                                    | SP 38e                                | PU 33e                                | MS                                    | SP 16e                                | PU 34e                                | SP 25e                                | MS 30e                                | SP 46e                                | PU 49e                                | MS                                    | 17 / 22                               | 187                                   | 36e                                   |
| 2022-2023                             |                                       |                                       |                                       |                                       |                                       |                                       |                                       |                                       |                                       |                                       |                                       |                                       |                                       |                                       | .                                     | .                                     | .                                     | .                                     |                                       |                                       |                                       |                                       |                                       |                                       |                                       |                                       | 13 / 20                               | 117                                   | 40e                                   |
| 2022-2023                             | IN 41e                                | SP 10e                                | PU 13e                                | SP 39e                                | PU 32e                                | SP 14e                                | PU 41e                                | MS                                    | SP 21e                                | PU N.P.                               | IN 44e                                | MS                                    | SP 80e                                | PU                                    | SP 42e                                | PU 36e                                | IN 17e                                | MS                                    | SP N.P.                               | PU N.P.                               | IN 52e                                | MS                                    | SP 62e                                | PU Ann.                               | MS                                    |                                       | 13 / 20                               | 117                                   | 40e                                   |
| 2023-2024                             |                                       |                                       |                                       |                                       |                                       |                                       |                                       |                                       |                                       |                                       |                                       |                                       |                                       |                                       | .                                     | .                                     | .                                     | .                                     |                                       |                                       |                                       |                                       |                                       |                                       |                                       |                                       | 8 / 21                                | 167                                   | 36e                                   |
| 2023-2024                             | IN                                    | SP                                    | PU                                    | SP                                    | PU                                    | SP                                    | PU                                    | MS                                    | SP                                    | PU                                    | SP                                    | PU                                    | SI 9e                                 | MS 26e                                | SP 22e                                | PU 30e                                | IN 77e                                | MS                                    | IN 3e                                 | MS 21e                                | SP 30e                                | PU 23e                                | SP 42e                                | PU 25e                                | MS                                    |                                       | 8 / 21                                | 167                                   | 36e                                   |
| 2024-2025                             |                                       |                                       |                                       |                                       |                                       |                                       |                                       |                                       |                                       |                                       |                                       |                                       |                                       |                                       | .                                     | .                                     | .                                     | .                                     |                                       |                                       |                                       |                                       |                                       |                                       |                                       |                                       | 15 / 21                               | 310                                   | 24e                                   |
| 2024-2025                             | SI                                    | SP                                    | MS                                    | SP                                    | PU                                    | SP 14e                                | PU 26e                                | MS 16e                                | SP 26e                                | PU 21e                                | IN 51e                                | MS                                    | SP 50e                                | PU 41e                                | SP                                    | PU                                    | IN 35e                                | MS                                    | SP 31e                                | PU 37e                                | SI 11e                                | MS 11e                                | SP 4e                                 | PU 4e                                 | MS 17e                                |                                       | 15 / 21                               | 310                                   | 24e                                   |

#### Podiums en relais en Coupe du monde
| Podiums en relais en Coupe du monde | Podiums en relais en Coupe du monde | Podiums en relais en Coupe du monde | Podiums en relais en Coupe du monde | Podiums en relais en Coupe du monde | Podiums en relais en Coupe du monde | Podiums en relais en Coupe du monde | Podiums en relais en Coupe du monde | Podiums en relais en Coupe du monde | Podiums en relais en Coupe du monde | Podiums en relais en Coupe du monde |
| n°                                  | Saison                              | Date                                | Lieu                                | Épreuve                             | Résultat                            | Composition                         | Composition                         | Composition                         | Composition                         | Compétition                         |
| ----------------------------------- | ----------------------------------- | ----------------------------------- | ----------------------------------- | ----------------------------------- | ----------------------------------- | ----------------------------------- | ----------------------------------- | ----------------------------------- | ----------------------------------- | ----------------------------------- |
| 1                                   | 2019-2020                           | 07-03-2020                          | Nove Mesto                          | Relais femmes 4 x 6 km              | Médaille d'or                       | K. Knotten                          | I. Lien                             | I. Tandrevold                       | T. Eckhoff                          | Coupe du monde                      |
| 2                                   | 2020-2021                           | 20-02-2021                          | Pokljuka                            | Relais femmes 4 x 6 km              | Médaille d'or, monde                | I. Tandrevold                       | T. Eckhoff                          | I. Lien                             | M. Roeiseland                       | Championnats du monde               |
| 3                                   | 2021-2022                           | 22-01-2022                          | Antholz                             | Relais femmes 4 x 6 km              | Médaille d'or                       | K. Knotten                          | T. Eckhoff                          | I. Lien                             | I. Tandrevold                       | Coupe du monde                      |
| 4                                   | 2021-2022                           | 03-03-2022                          | Kontiolahti                         | Relais femmes 4 x 6 km              | Médaille d'or                       | M. Roeiseland                       | T. Eckhoff                          | I. Lien                             | I. Tandrevold                       | Coupe du monde                      |
| 5                                   | 2022-2023                           | 01-12-2022                          | Kontiolahti                         | Relais femmes 4 x 6 km              | Médaille de bronze                  | K. Knotten                          | I. Lien                             | R. Femsteinevik                     | I. Tandrevold                       | Coupe du monde                      |
| 6                                   | 2022-2023                           | 11-03-2023                          | Östersund                           | Relais femmes 4 x 6 km              | Médaille d'or                       | J. Arnekleiv                        | I. Lien                             | I. Tandrevold                       | M. Roeiseland                       | Coupe du monde                      |
| 7                                   | 2023-2024                           | 03-03-2024                          | Holmenkollen                        | Relais mixte 4 x 6 km               | Médaille de bronze                  | I. Tandrevold                       | I. Lien                             | T. Boe                              | J-T. Boe                            | Coupe du monde                      |
| 8                                   | 2023-2024                           | 09-03-2024                          | Soldier Hollow                      | Relais femmes 4 x 6 km              | Médaille d'or                       | J. Arnekleiv                        | I. Lien                             | K. Knotten                          | I. Tandrevold                       | Coupe du monde                      |
| 9                                   | 2024-2025                           | 16-03-2025                          | Pokljuka                            | Relais mixte 4 x 6 km               | Médaille de bronze                  | M. Kirkeeide                        | I. Lien                             | J. Dale-Skjevdal                    | I. Frey                             | Coupe du monde                      |

### Championnats d'Europe Open
| Édition / Épreuve   | Individuel                       | Super Sprint                     | Sprint                    | Poursuite | Relais                           | Relais mixte                     | Relais mixte simple              |
| ------------------- | -------------------------------- | -------------------------------- | ------------------------- | --------- | -------------------------------- | -------------------------------- | -------------------------------- |
| Minsk 2019          | 45e                              | Épreuve inexistante à cette date | 9e                        | 7e        | Épreuve inexistante à cette date | —                                | —                                |
| Minsk 2020          | Épreuve inexistante à cette date | 29e                              | Médaille d'argent, Europe | 10e       | Épreuve inexistante à cette date | Médaille de bronze, Europe       | —                                |
| Brezno-Osrblie 2024 | 4e                               | Épreuve inexistante à cette date | Médaille d'or, Europe     | 4e        | Épreuve inexistante à cette date | Médaille d'or, Europe            | —                                |
| Martell 2025        | —                                | Épreuve inexistante à cette date | 34e                       | 15e       | —                                | Épreuve inexistante à cette date | Épreuve inexistante à cette date |

Légende :
- : épreuve ne figurant pas au programme

### IBU Cup
| Saison    | Individuel | Individuel | Individuel | Sprint  | Sprint | Sprint   | Poursuite | Poursuite | Poursuite | Mass start | Mass start | Mass start | Super Sprint | Super Sprint | Super Sprint | Général | Général | Général  |
| Saison    | Courses    | Points     | Position   | Courses | Points | Position | Courses   | Points    | Position  | Courses    | Points     | Position   | Courses      | Points       | Position     | Courses | Points  | Position |
| --------- | ---------- | ---------- | ---------- | ------- | ------ | -------- | --------- | --------- | --------- | ---------- | ---------- | ---------- | ------------ | ------------ | ------------ | ------- | ------- | -------- |
| 2018-2019 | 1 / 3      | 0          | n.c.       | 4 / 12  | 107    | 42e      | 1 / 5     | 36        | 44e       | 1 / 1      | 0          | n.c.       | 1 / 2        | 0            | n.c.         | 8 / 23  | 143     | 47e      |
| 2019-2020 | 2 / 2      | 15         | 42e        | 8 / 11  | 225    | 7e       | 3 / 4     | 83        | 8e        | 2 / 3      | 76         | 10e        | 2 / 2        | 18           | 52e          | 17 / 22 | 417     | 9e       |
| 2023-2024 | 2 / 4      | 86         | 11e        | 4 / 11  | 201    | 16e      | 3 / 5     | 170       | 3e        | 2 / 3      | 120        | 4e         | 0 / 0        |              |              | 11 / 23 | 577     | 7e       |
| 2024-2025 | 1 / 4      | 19         | 62e        | 4 / 11  | 137    | 27e      | 2 / 6     | 116       | 20e       | 0 / 3      | 0          | -          | 0 / 0        |              |              | 7 / 24  | 272     | 31e      |

- Meilleur classement général : 7e en 2024
- 12 podiums :      
  - 9 podiums individuels : 4 victoires, 2 deuxièmes places et 3 troisièmes places
  - 4 podiums en relais mixte : 2 victoires et 2 troisièmes places

Palmarès au 1er décembre 2024
| Podiums individuels en IBU Cup | Podiums individuels en IBU Cup | Podiums individuels en IBU Cup | Podiums individuels en IBU Cup | Podiums individuels en IBU Cup | Podiums individuels en IBU Cup |
| n°                             | Saison                         | Date                           | Lieu                           | Épreuve                        | Résultat                       |
| ------------------------------ | ------------------------------ | ------------------------------ | ------------------------------ | ------------------------------ | ------------------------------ |
| 1                              | 2019-2020                      | 09-02-2020                     | Martell-Val Martello           | Mass-Start 12 km               | Médaille d'or                  |
| 2                              | 2019-2020                      | 29-02-2020                     | Minsk (Ch Europe)              | Sprint 7,5 km                  | Médaille d'argent, Europe      |
| 3                              | 2023-2024                      | 15-12-2023                     | Sjusjøen                       | Poursuite 10 km                | Médaille d'argent              |
| 4                              | 2023-2024                      | 16-12-2023                     | Sjusjøen                       | Mass-Start 12 km               | Médaille de bronze             |
| 5                              | 2023-2024                      | 10-01-2024                     | Ridnaun-Val Ridanna            | Sprint 7,5 km                  | Médaille de bronze             |
| 6                              | 2023-2024                      | 12-01-2024                     | Ridnaun-Val Ridanna            | Mass-Start 12 km               | Médaille de bronze             |
| 7                              | 2023-2024                      | 26-01-2024                     | Brezno-Osrblie (Ch Europe)     | Sprint 7,5 km                  | Médaille d'or, Europe          |
| 8                              | 2024-2025                      | 30-11-2024                     | Idre Fjäll                     | Sprint 7,5 km                  | Médaille d'or                  |
| 9                              | 2024-2025                      | 01-12-2024                     | Idre Fjäll                     | Poursuite 10 km                | Médaille d'or                  |

### Championnat de Norvège
| Édition / Épreuve | Individuel                       | Sprint | Poursuite                        | Mass start | Relais        |
| ----------------- | -------------------------------- | ------ | -------------------------------- | ---------- | ------------- |
| Lillehammer 2018  | —                                | 12e    | 25e                              | —          | —             |
| Ål 2019           | 27e                              | 16e    | 29e                              | 16e        | 4e            |
| Alta 2023         | Épreuve inexistante à cette date | 4e     | Épreuve inexistante à cette date | 8e         | Médaille d'or |
| Geilo 2024        | Épreuve inexistante à cette date | 4e     | Épreuve inexistante à cette date | 7e         | DSQ           |

Légende :
- DSQ : disqualifiée

## Ski de fond
| Édition / Épreuve | 30km style libre                 | 10km style libre |
| ----------------- | -------------------------------- | ---------------- |
| Hamar 2018        | Épreuve inexistante à cette date | 43e              |
| Drammen 2020      | Épreuve inexistante à cette date | 20e              |
| Lillehammer 2024  | 7e                               | —                |

Légende :
- — : non disputée par Lien
- : épreuve ne figurant pas au programme